# Eschenbergen
Eschenbergen település Németországban, azon belül Türingiában. Lakosainak száma 695 fő (2023. december 31.).

## Népesség
A település népességének változása:
| Lakosok száma | 719  | 717  | 703  | 715  | 695  |
|               | 2017 | 2019 | 2021 | 2022 | 2023 |